# Johann Stephan Pütter

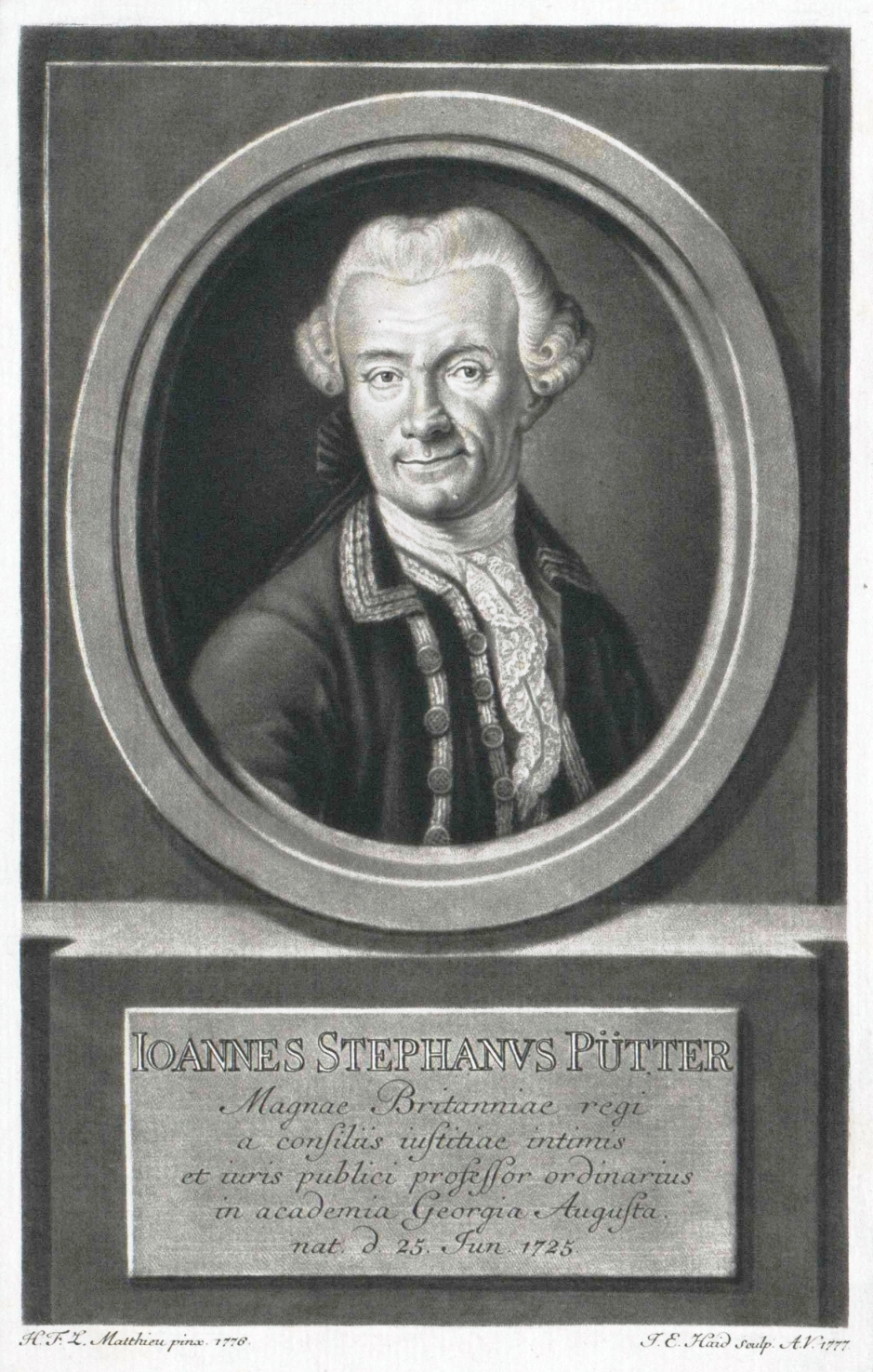
Johann Stephan Pütter, Stich von Johann Elias Haid (1777) nach H. F. L. Matthieu

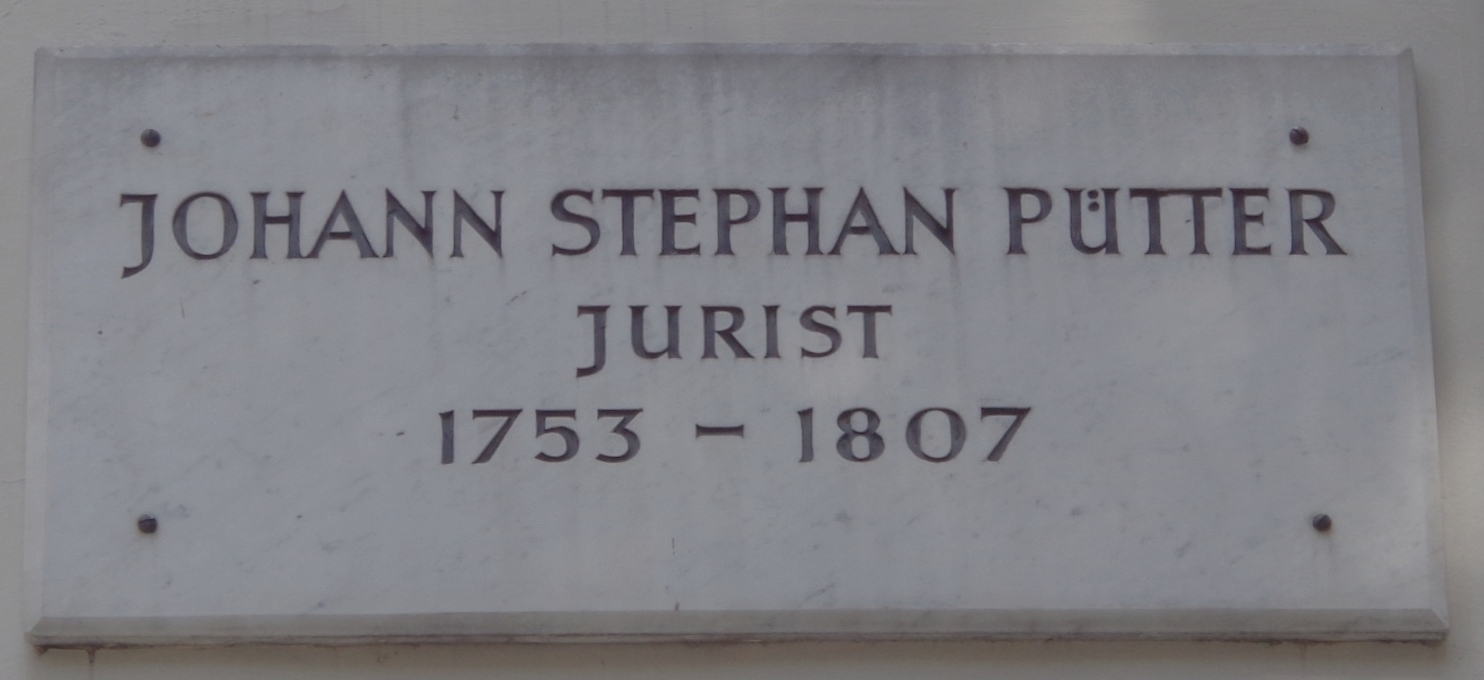
Göttinger Gedenktafel für Johann Stephan Pütter am Haus Goethe-Allee 13.

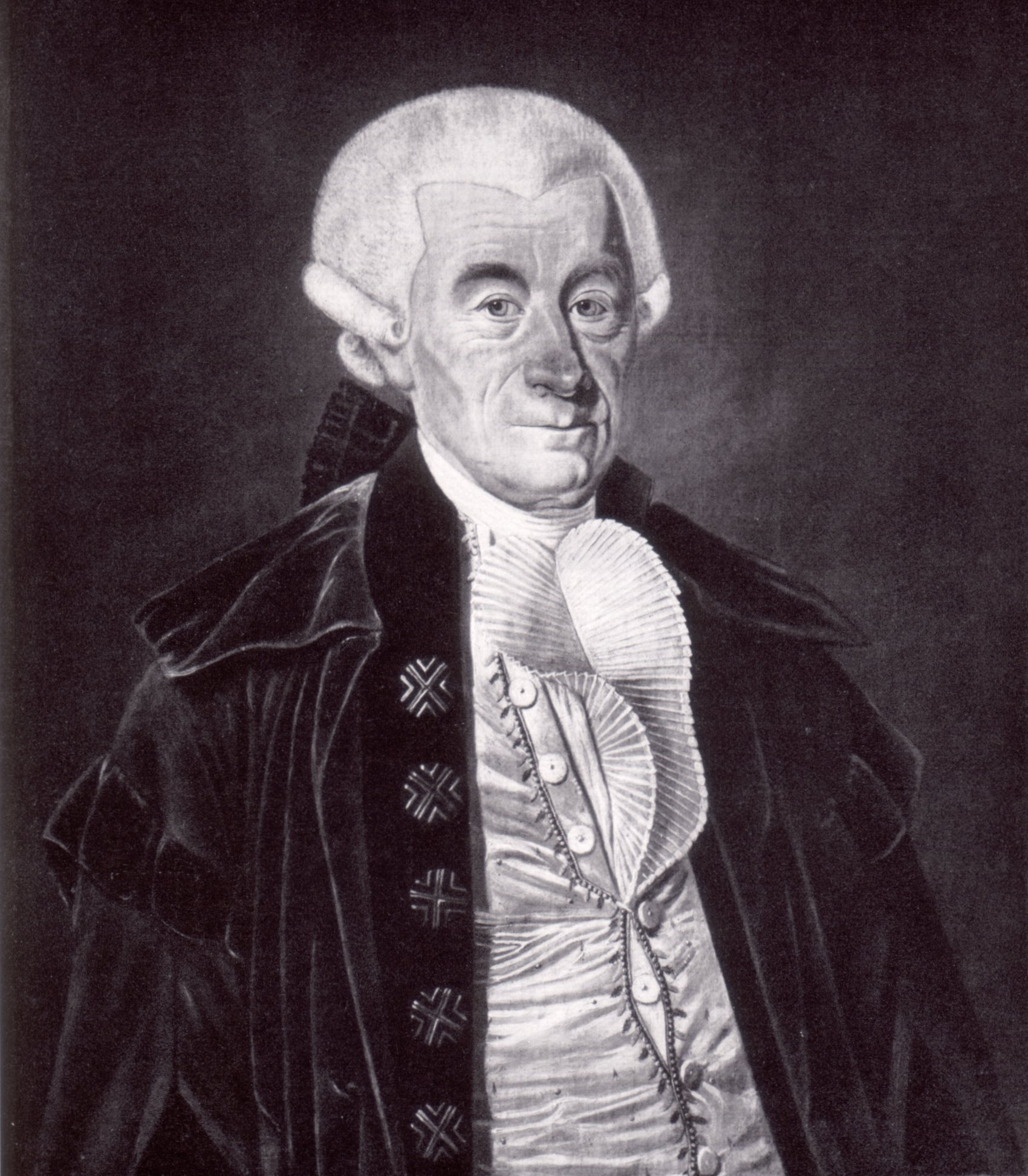
Johann Stephan Pütter
(Gemälde von Carl Lafontaine)

Johann Stephan Pütter (* 25. Juni 1725 in Iserlohn; † 12. August 1807 in Göttingen) war ein deutscher Staatsrechtslehrer und Publizist in der Zeit der Aufklärung.

## Leben
Johann Stephan Pütter wurde als Sohn eines Iserlohner Kaufmanns geboren, seine Mutter entstammte der Iserlohner Pastorenfamilie Varnhagen. Seine Bildung erhielt er ausschließlich von einem örtlichen Pfarrer als Hauslehrer. Durch diesen lernte er nicht nur Latein und Griechisch, sondern auch Hebräisch, Chaldäisch und Syrisch. Er wäre beinahe Orientalist geworden, bis ihn der Tod seines Vaters veranlasste, die juristische Tradition von Teilen der Familie fortzusetzen.
Pütter begann sein Studium mit kaum 13 Jahren zunächst an der Universität Marburg unter anderem bei dem Aufklärer Christian Wolff, wechselte 1739 an die Universität Halle, wo er mit Gottfried Achenwall Freundschaft schloss, und beendete sein Rechtsstudium an der Universität Jena. 1744 habilitierte er sich in Marburg, 1746 wurde er als außerordentlicher Professor der Rechte an die erst wenige Jahre zuvor gegründete Universität Göttingen berufen, wo er trotz mehrerer weiterer Rufe bis zu seinem Lebensende verblieb, dies wohl nicht zuletzt, weil er dort die Fürsprache und schützende Hand seines Förderers David Georg Strube genoss. Selbst Angebote, als Minister nach Braunschweig, als Reichshofrat nach Wien oder als Reformator des Rechtswesens nach St. Petersburg zu gehen, schlug Pütter aus.
Er war dreimal als Gesandter des Kurfürsten von Hannover (damals in Personalunion König von England) bei den Kaiserwahlen in Frankfurt am Main in den Jahren 1764, 1790 und 1794.
Pütter heiratete 1751 eine Tochter des fürstlich Solmsischen Geheimrats Stock zu Braunfels. Er war wie Achenwall Mitglied der 1743 gegründeten Freimaurerloge „Zu den drey Löwen“ in Marburg.
Die Pütterstraße im Stadtzentrum von Iserlohn erinnert an den Sohn der Stadt.
Der Pütterweg im Göttinger Ostviertel erinnert an den damals weltberühmten Professor.
1787 wurde er als auswärtiges Mitglied in die Preußische Akademie der Wissenschaften aufgenommen.

## Werk

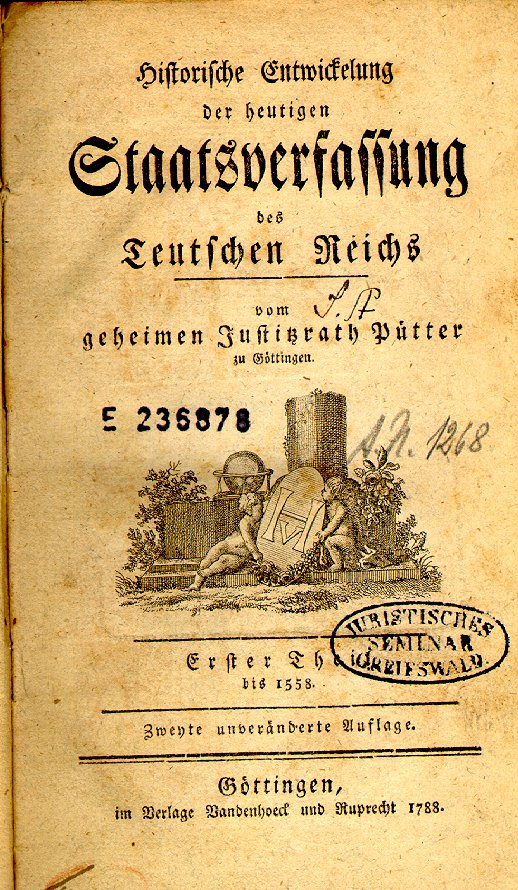
Titelblatt: Historische Entwicklung der heutigen Staatsverfassung (1788)

In der juristischen Praxis machte sich Pütter als Verteidiger in einem Prozess gegen einen hessischen Offizier einen Namen, der in Notwehr einen Untergebenen getötet hatte. In diesen und anderen Reichsgerichtsprozessen wurde er ein gesuchter Rechtsvertreter vor allem adeliger Kreise.
„Seinerzeit galt Pütter als der wohl bedeutendste und erfolgreichste Staatsrechtslehrer, wenn nicht Rechtslehrer überhaupt. (…) Durch Pütter wurde Göttingen zum Mekka der Adepten des Staats- und Verfassungsrechts.“ Er gilt als einer der bedeutendsten Vertreter des alten Reichsstaatsrechts. Pütters weitverbreitete Handbücher haben die Auffassung verbreitet, dass das Heilige Römische Reich aus wirklichen Staaten zusammengesetzt sei. Seine Schriften zur Rechts- und Verfassungsgeschichte jedoch machen ihn auch zum ersten echten Verfassungshistoriker. Bedeutende Schriften Pütters sind unter anderem sein Entwurf einer juristischen Encyclopädie und Methodologie, das Gutachten Der Büchernachdruck nach ächten Grundsätzen des Rechts geprüft und Historische Entwickelung der heutigen Staats-Verfassung des Teutschen Reiches. Pütters Beitrag zur Elementa iuris naturae von 1750 kann als eher gering eingeschätzt werden und ab der dritten Ausgabe wurde dieses Werk nur noch von Achenwall fortgeführt.
Seine Kenntnisse bezog Pütter nicht nur aus der Literatur, sondern er unternahm, wie bei bedeutenden Staatsrechtlern seiner Zeit üblich, eine ausgedehnte Studienreise zum Reichskammergericht in Wetzlar, zum Reichstag in Regensburg und zum Reichshofrat in Wien. Seine Vorlesungen waren die am meisten besuchten, seine Lehrbücher waren begehrt und erzielten hohe Auflagen. Sein bekanntestes Werk, Die Entwicklung der deutschen Staatsverfassung, schrieb er im Auftrag der Königin von England. Einige Historiker meinen, dass erst durch ihn das Staatsrecht zu einer Wissenschaft wurde. Er war auch einer der Ersten, die anstatt des üblichen Latein Deutsch als Unterrichtssprache benutzten. Sein freier und lebhafter Vortragsstil wurde von Johann Wolfgang von Goethe im 7. Buch von Dichtung und Wahrheit gerühmt.
Wichtig am Werk Pütters war, dass er neben dem römischen Recht auch das germanische Recht wieder anerkannte und für eine getrennte Behandlung von Verfassungs- und Verwaltungsrecht plädierte. Im Gegensatz zum bis dato umfassenden Polizeibegriff trennte Pütter das Wohlfahrtswesen als einen eigenständigen Verwaltungsbereich ab. Einige seiner Theorien fanden Eingang im preußischen Allgemeinen Landrecht. Er gilt als derjenige, der 1776 den Begriff Gegenreformation prägte.

## Schriften (Auswahl)
- Vollständiges Handbuch der deutschen Reichshistorie. Göttingen 1762, 2. Aufl. 1772.
- Litteratur des teutschen Staatsrechts. 3 Bde., Göttingen 1776–1783. (1. Band: ; 2. Band: ; 3. Band: Digitalisat in der Google-Buchsuche).
- Historische Entwickelung der heutigen Staatsverfassung des Deutschen Reichs. 3 Bände, Göttingen 1786–87. (3. Aufl. 1798.)
  - Band 1: Bis 1558. Vandenhoeck, Göttingen 1786. (Digitalisat und Volltext im Deutschen Textarchiv)
  - Band 2: Von 1558 bis 1740. Vandenhoeck, Göttingen 1786. (Digitalisat und Volltext im Deutschen Textarchiv)
  - Band 3: Von 1740 bis 1786. Vandenhoeck, Göttingen 1787. (Digitalisat und Volltext im Deutschen Textarchiv)
- Doktor-Dissertation des Johann Stephan Pütter, vorgelegt am 16. April 1744. Marburg, Müller o. J.
- Vorbereitung zu einem praktischen Kollegium des Öffentlichen Rechts. Schmid, Göttingen 1749.
- Patriotische Abbildung des heutigen Zustands beyder höchsten Reichsgerichte. O. O. 1749, (Digitalisat)
- Anleitung zur juristischen Praxi (…). Vandenhoeck, Göttingen 1753.
- Elementa juris publici Germanici. Göttingen 1754, (Digitalisat in der Google-Buchsuche).
- Der Büchernachdruck nach ächten Grundsätzen des Rechts geprüft. 1774.
- Institutiones juris publici Germanici. 1776, 1782 (Digitalisat in der Google-Buchsuche), 1787, 1792, 1802
  - Deutsche Übersetzung 1791 unter dem Titel: Anleitung zum teutschen Staatsrechte.
- Grundriß der Staatsveränderungen des Teutschen Reichs. Vandenhoeck, Göttingen 1753, 1755. (4. Auflage 1769: Digitalisat in der Google-Buchsuche), 7. Auflage. 1795 (Digitalisat in der Google-Buchsuche.)
- Historisch-politisches Handbuch von den besonderen teutschen Staaten, erster Theil: Oesterreich, Bayern und Pfalz. Vandenhoeck, Göttingen 1758 (Digitalisat in der Google-Buchsuche).
- Auserlesene Rechts-Fälle aus allen Theilen der in Teutschland üblichen Rechtsgelehrsamkeit in Deductionen, rechtlichen Bedenken, Relationen und Urteilen. 3 Bände. Vandenhoeck, Göttingen 1760–1785.
- Öffentliche Rede zur Feier des allgemeinen Friedens am 19. September in der Universitätskirche. Göttingen 1763.
- Versuch einer academischen Gelehrtengeschichte von der Georg-Augustus-Universität zu Göttingen. Vandenhoeck, Göttingen 1765.

Zweiter Teil: Von 1765 bis 1788, Vandenhoeck, Göttingen 1788
- Opuscula rem judiciariam Imperii illustrantia. Vandenhoeck, Göttingen 1766.
- Neuer Versuch einer juristischen Encyclopädie und Methodologie. Vandenhoeck, Göttingen 1767.
- Tabulae Genealogicae ad illustrandam Historiam Imperii Germaniamque Principem. 2 Bände. Vandenhoeck, Göttingen 1768–1788. (Digitalisat)
- Rechtliches Bedenken in Sachen der Bürgerschaft zu Rostock. Vandenhoeck, Göttingen 1769.
- Vollständiger Gegen-Beweis, dass der zu Kaiserswerth erhobene chur-cöllnische Licent kein Zubehör des Kaiserswerther Zolles sey, auch überhaupt mit der Kaiserswerther Pfandschaft nichts zu thun habe, und folglich auf keine Weise von Chur-Pfalz in Anspruch genommen werden könne. [S.l.] 1770 (Digitalisat)
- Rechtliche Ausführung, daß die unritterbürtigen Besitzer adelicher Güter im Rheinischen Erzstifte Cölln zum Gehalte des ritterschaftlichen Syndici und zu andern gemeinschaftlichen Ausgaben der Ritterschaft die sogenannten Rittersimpeln zu entrichten allerdings schuldig, und daß so wohl in petitorio, als possessorio summariissimo und ordinario für die Ritterschaft zu sprechen sey. 1771 (Digitalisat)
- Unparteyisches rechtliches Bedenken über die zwischen der Krone Böhmens und den Herren von Zedwitz (…). Dieterich, Göttingen 1772.
- Der einzige Weg zur wahren Glückseligkeit deren jeder Mensch fähig ist. Dieterich, Göttingen 1775.
- Empfehlung einer vernünftigen neuen Mode Teutscher Aufschriften auf Teutschen Briefen. Frankfurt 1775. (Digitalisat)
- Wahre Bewandtniß der am 8. May 1776 erfolgten Trennung der bisherigen Visitation des kayserlichen und Reichs-Cammergerichts. Vandenhoeck, Göttingen 1776.
- Neuester Reichsschluß über einige Verbesserungen des Kaiserlichen und Reichs-Kammergerichts. Vandenhoeck, Göttingen 1776.
- Beyträge zum Teutschen Staats- und Fürstenrechte. Vandenhoeck, Göttingen 1777.
- Teutsche Reichsgeschichte in ihrem Hauptfaden entwickelt. Vandenhoeck, Göttingen 1778.
- Primae Lineae Juris Privati Principum Speciatim Germaniae. Vandenhoeck, Göttingen 1779, 1789 (Digitalisat in der Google-Buchsuche).
- Kurzer Begriff der teutschen Reichsgeschichte. Vandenhoeck, Göttingen 1780.
- Nova Epitome Processus Imperii. Vandenhoeck, Göttingen 1786.
- Historische Entwicklung der heutigen Staatsverfassung des teutschen Reichs. 3 Bde., Vandenhoeck, Göttingen 1786–1787.
- Unmaßgebliche Gedanken über die von der Osnabrückischen Stadt Fürstenau wegen der daselbst gestatteten catholischen Religionsübung geführten Beschwerde. Vandenhoeck, Göttingen 1788.
- Erörterungen und Beispiele des teutschen Staats- und Fürstenrechts. 2 Bde., Vandenhoeck, Göttingen 1793–1794.
- Über das gemeine Reichs- oder fürstlich Taxische Postwesen gegen den Herrn geheimen Justizrath Pütter in Göttingen. Hanisch, Hildburghausen 1793.
- Synopsis Historiae Imperii Romano-Germanici. Vandenhoeck, Göttingen 1793.
- Über den Unterschied der Stände (…). Vandenhoeck, Göttingen 1795.
- Ueber Mißheirathen Teutscher Fürsten und Grafen. Vandenhoeck, Göttingen 1796. Internet Archive
- Geist des Westphälischen Friedens (…). Vandenhoeck, Göttingen 1795.
- Ueber die beste Art Acten zu referiren. Göttingen, Schröder 1797.
- Selbstbiographie zur dankbaren Jubelfeier seiner 50-jährigen Professorstelle zu Göttingen. 2 Bände. Vandenhoeck, Göttingen 1798. (Band 1)